# Félix Ravaisson
Félix Ravaisson (Namur, 23 de outubro de 1813 – Paris 18 de maio de 1900) foi um filósofo francês, "talvez o filósofo mais influente da França na segunda metade do século XIX". Seu trabalho seminal foi De l'habitude (1838). A filosofia de Ravaisson está na tradição do espiritualismo francês, iniciada por Maine de Biran. No entanto, Ravaisson desenvolveu sua doutrina a qual chamou de "positivismo espiritualista". Seu sucessor mais conhecido e influente foi Henri Bergson. Ravaisson nunca trabalhou no sistema universitário estadual francês, recusando um cargo na Universidade de Rennes.
Em 1838, ele foi empregado como o principal secretário particular do Ministro da Instrução Pública, passando a ocupar cargos de alto escalão, como o Inspetor Geral de Bibliotecas e, em seguida, curador de Antiguidades Clássicas no Louvre. Mais tarde em sua vida, ele foi nomeado presidente do júri da agregação da filosofia na França, "uma posição de considerável influência". Ravaisson, não era apenas um filósofo, classicista, arquivista e administrador educacional, mas também foi pintor, que utilizou o pseudônimo de Laché.

## Biografia
Ravaisson estudou no Colégio Rollin de Paris. Em 1834 ele venceu uma competição acadêmica organizada pela Académie des Sciences Morales et Politiques, apresentando um trabalho sobre a metafísica de Aristóteles.  Ele se graduou em filosofia em 1836 desenvolvendo ainda mais sua tese sobre a metafísica aristotélica. Essa tese, mais tarde, seria publicada em 4 volumes.
Ravaisson foi chefe da Secretaria do Ministério da Educação, cargo que abandonou rapidamente. Em 1839 ele foi nomeado inspetor geral das bibliotecas francesas e mudou-se para Munique para estudar a nova filosofia alemã com Schelling.
Foi um dos mais relevantes pensadores à sua época. Em sua tese sobre “hábito” de 1838, em linha fenomenológica e metafísica bastante à frente de seu tempo, explica o que é e como o hábito se forma, inspirando, por vezes na literalidade, a visão que a neurociência tem hoje sobre o tema.
Ele morreu em 1900, sendo nomeado professor emérito da Académie des Sciences Morales et Politiques e da Académie des inscriptions et belles-lettres.

## Filosofia

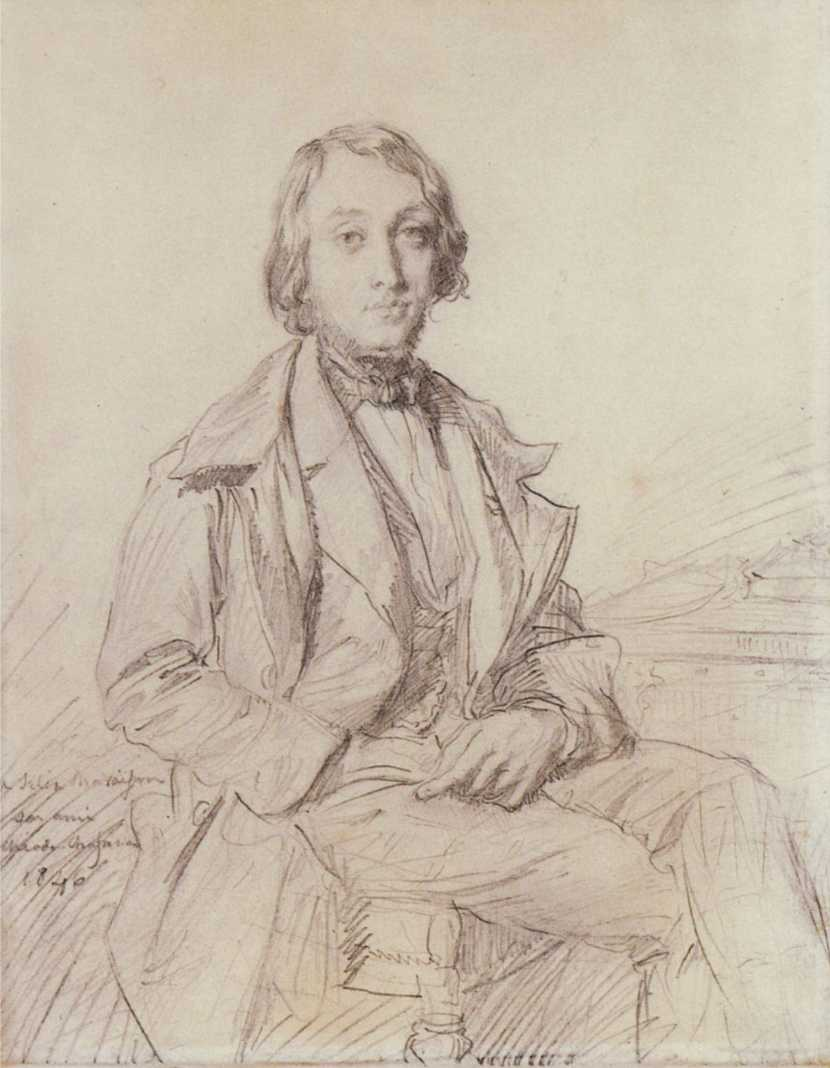
Retrado de Ravaisson por Théodore Chassériau.

Ravaisson defendeu sua tese de doutorado sobre o hábito em 1837, sendo publicada em 1838. Trata-se de uma reflexão sobre a questão filosófica da natureza em geral entendida a partir de um fenômeno concreto: nosso modo de ser quando contraímos um hábito. O hábito mostra a natureza como uma forma de "consciência obscura" ou "vontade de dormir" e o mecanismo como "o resíduo fossilizado da atividade espiritual".
Martin Heidegger teria um respeito particular pelo trabalho do hábito , vendo nele um composto de metafísica e poesia.
Toda a filosofia de Ravaisson consiste, para Henri Bergson , na ideia de que "a arte é uma metafísica figurativa e que a metafísica é uma reflexão sobre a arte" , que é a mesma "intuição" que se manifesta em o artista e o filósofo.
As três obras filosóficas "completas" de Ravaisson são: Essai sur la métaphysique d'Aristote [vol. 1 e vol. 2] (1837 e 1846); De l'habitude (1838); e Rapport sur la philosophie, na França, no século XIX (1867). Ravaisson também produziu uma série de outros ensaios notáveis como La Philosophie contemporaine ("Filosofia Contemporânea", 1840); La Philosophie de Pascale ("Filosofia de Pascal", 1887) e Métaphysique et Morale ("Metafísica e moral", 1893). Após sua morte, ele também deixou fragmentos inacabados de uma obra importante, publicada postumamente, Revue de métaphysique et de morale, depois mais tarde em forma ampliada como Testamento Filosófico (1933).

## Obras
- De hábito, Paris, Impr. H. Fournier de 1838 (leia online)
- Ensaio sobre a metafísica de Aristóteles, Paris, Imprimerie Royale, 2 vols, 1837-1846
- Filosofia na França no Século XIX, Paris, Hachette de 1867 ed de 1889
- A Vênus de Milo, Paris, Hachette de 1871
- Filosofia de Pascal, Paris, Editions du Sandre, 2007 (1887).
- Revisão da Metafísica e Moral de 1893 "Metafísica e moralidade"
- Testamento filosófico, em revisão da Metafísica e Moral de 1901
- Arte e os mistérios gregos, Paris, L'Herne de 1985
- A partir do ensino de desenho em escolas, Paris, Paul Dupont de 1854
- Ensino de desenho por Félix Ravaisson, a segunda parte do artigo "A partir do ensino de desenho em escolas" (primeira edição 1887)
- O Institut de France mantém o manuscrito do Ensaio sobre a Metafísica de Aristóteles